# Жарко Степанов
Жарко Степанов (Нови Сад, 1983) српски је глумац. Водитељ је јутарњег програма радија Накси, и стални члан Позоришта на Теразијама у Београду.

## Биографија
Рођен је 16. фебруара 1983. године у Новом Саду, где је завршио Средњу музичку школу „Исидор Бајић", смер: теоретски и контрабас, а потом и Факултет драмских уметности у Београду, смер глума. Остварио је улоге у представама: „Бриљантин", „Главо луда", „Ребека", „Лес Мисераблес", „Буђење пролећа", „Лет изнад кукавичјег гнезда", „Мала трилогија смрти", „Пепељуга", „Слово на слово", „Псовање публике", „Кориолан". На телевизији је радио као водитељ забавне емисије „Нај од Нај" и „Срећне вести" (Фокс и ТВ Прва).